# José Gándara
José Gándara Villegas (Puente San Miguel, 19 de marzo de 1920 - Torrelavega, 4 de marzo de 2010) fue un ciclista español.

## Biografía
Realizó su mayor gesta en 1943 durante la etapa León-Oviedo, del II Circuito Castilla y León-Asturias, donde el ciclista tuvo una escapada de 45 km. Subió en solitario los puertos de Pajares y de La Manzaneda manteniendo más de 4 min de ventaja, ganando finalmente la etapa. Al concluir esta prueba embolsó 2.304 pesetas.
En 1944 la revista Avante de Bilbao ofreció 500 pesetas a quien superase el récord de escalada a Santo Domingo, el cual poseía desde 1936 Julián Berrendero. Muchos de los mejores escaladores de la época lo intentaron, consiguiendo superarlo Gándara y rebajando la marca en 5 s.